# التجديد الوطني (بيرو)
التجديد الوطني (بالإسبانية: Renovación Nacional)، كان حزبًا سياسيًا ديمقراطيًا مسيحيًا ويميل إلى اليمين في بيرو تأسس في عام 1992 في ليما من قبل السياسي المحافظ رافائيل ري. تم حل الحزب في عام 2012، بعد الانتخابات العامة لعام 2011، حيث لم يشارك رسميًا في الانتخابات، حيث خاض راي الانتخابات مع القوة الشعبية كنائب ثانٍ لكيكو فوجيموري. كان الحزب جزءًا من تحالف الوحدة الوطنية من عام 2001 حتى عام 2006.

## التاريخ
تأسس الحزب في عام 1992 من قبل رافائيل ري، الذي كان حتى ذلك الحين عضوًا في الكونغرس يمثل الجبهة الديمقراطية، وتم تسجيله رسميًا في 21 يونيو 2005.